# 松本弦人
松本 弦人（まつもと げんと、1961年 - ）は、東京都出身の日本のアートディレクター、グラフィックデザイナー。
1983年桑沢デザイン研究所卒業。1990年株式会社サルブルネイ設立。広告、書籍、映像、デジタルメディアのアートディレクションを手掛ける。株式会社BCCKSチーフ・クリエイティブ・オフィサー。
1990年代、数々のアプリケーションソフト、フォントブーム等デジタルの波がグラフィックデザイン界に押し寄せるとともに積極的にデジタルメディアのアートディレクション、作品を発表した。主なデジタルメディア作品に、フロッピーディスク『Pop up Computer』、CD-ROM『ジャングルパーク』（デジタローグ）、ゲームソフト『動物番長』（任天堂）などがある。NEW YORK DISK OF THE YEAR グランプリ、読売新聞社賞、1995年東京ADC賞、AMD Award '96 Best Visual Designer、2002年東京TDC賞、2020年東京TDCグランプリなど受賞。

## 著書
- 1997年 - 松本弦人の仕事と周辺 （六耀社）
- 2003年 - NOT DIARY BOOK（リトル・モア）